# HMS Audacity (D10)
«Одасіті» (англ. HMS Audacity (D10)) — перший британський ескортний авіаносець часів Другої світової війни. Переобладнаний із захопленого німецького суховантажу «MV Hannover».

## Історія створення

### MV Hannover

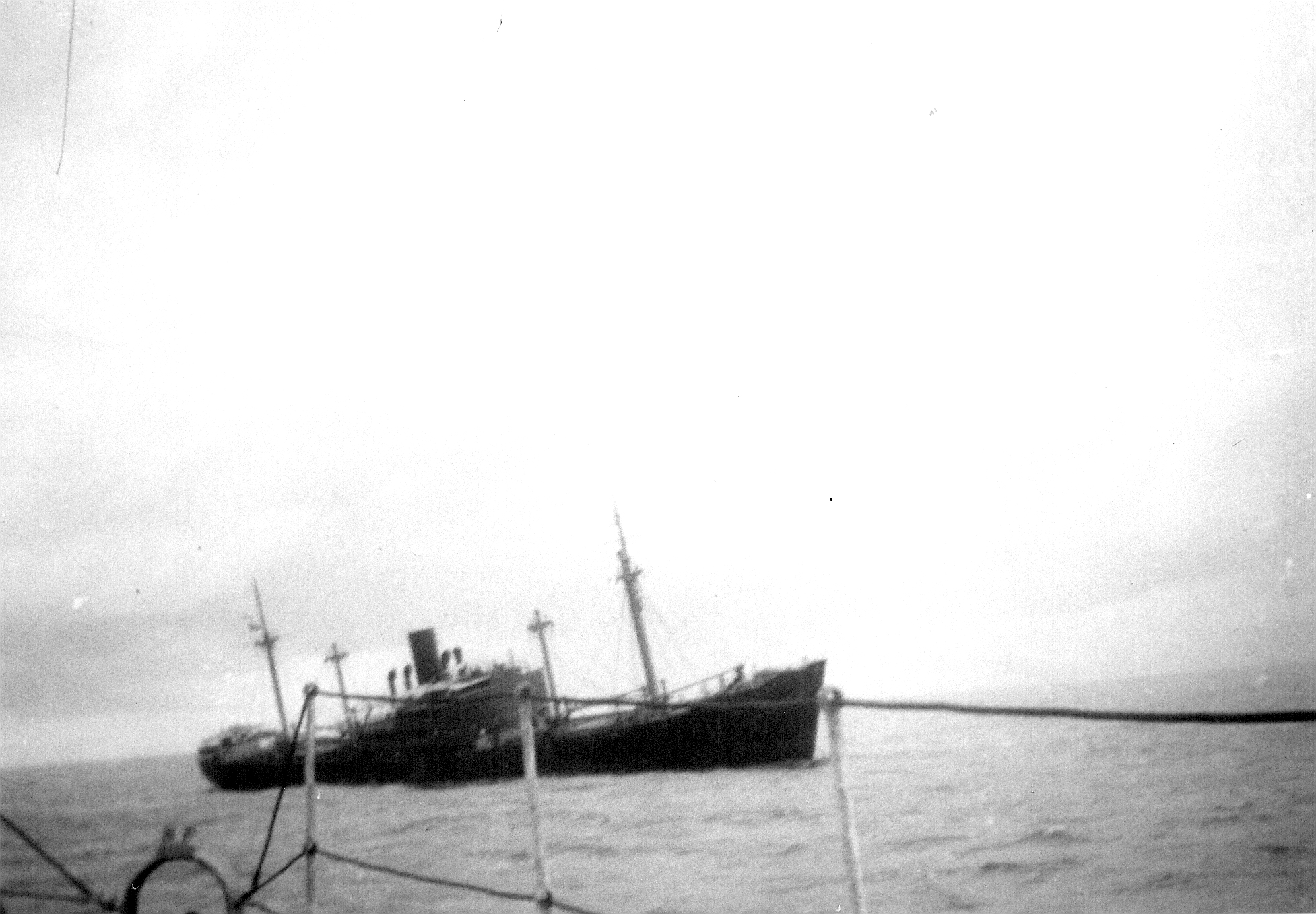
«MV Hannover»

Корабель «MV Hannover» збудували як суховантаж для перевезення генеральних вантажів у 1939 році на верфі «Bremer Vulkan». Корабель використовували для перевезення бананів із Вест-Індії. Порт приписки — Бремен.
З початком Другої світової війни у березні 1940 року судно намагалося прорватись у Німеччину, але його перехопили британський легкий крейсер «Данедін» і канадський есмінець «Кемпенфелт». Команда намагалась знищити судно, відкривши кінгстони та організувавши пожежу, проте його вдалось врятувати. «Ганновер» відновили, перейменували на «Sinbad» (пізніше — на «Empire Audacity») та використовували як транспортне судно.

### Ескортний авіаносець HMS Audacity
Досвід початкового періоду війни показав, що торгові каравани без авіаційного прикриття були дуже вразливі, навіть при наявності кораблів супроводу. Тому виникла думка переобладнати декілька торгових суден в авіаносці, призначені для охорони морських конвоїв. Першим кораблем, переобладнаним таким чином, став «Одасіті». Переобладнання розпочалось у січні 1941 року і тривало 5 місяців.
Конструкція авіаносця була максимально спрощена. Він не мав ні ангара, ні літакопідйомників, ні катапульти, ні острівної надбудови. Літаки розміщувались прямо на польотній палубі розмірами 137,2×18,3 м.
На палубі були змонтовані два спрощених аерофінішери, здатні затримати літак масою 4 тонни та швидкістю 100 км/г, та аварійні бар'єри. В трюмі корабля розмістили 3 000 тонн баласту.
Запас авіаційного палива становив 45 460 л.
Зенітне озброєння складалось з однієї 102-мм гармати, шести 57-мм зенітних гармат, 4 автоматичних зенітних установок «Пом-пом» та 4 автоматів «Ерлікон».
Корабель вступив у стрій у червні 1941 року.

## Історія використання
Після вступу у стрій «Одасіті» взяв участь у двох гібралтарських конвоях.

### OG 74
Конвой вирушив з Англії 13 вересня 1941 року. 21 серпня конвой був атакований німецьким бомбардувальникам Focke-Wulf Fw 200 «Condor», якому вдалось серйозно пошкодити корабель «Walmer Castle» (наступного дня він був потоплений своїм корветом). Проте винищувачі з «Одасіті» збили німецький літак.

### HG 74
Конвой вирушив з Гібралтару 2 жовтня 1941 року і без пригод дістався до Англії 17 жовтня.

### OG 76
Конвой вирушив до Гібралтару 28 жовтня 1941 року. Винищувачі з «Одасіті» збили чотири німецькі бомбардувальники «Condor», втративши один літак.

### HG 76
14 грудня 1941 року конвой вирушив з Гібралтару. 17 грудня «вовча зграя» німецьких підводних човнів помітила конвой з 30 суден поблизу Мадейри. Проте літак з «Одасіті» вчасно помітив ворожі підводні човни. Есмінці супроводу скинули глибинні бомби, внаслідок чого був пошкоджений підводний човен U-131, який був змушений піднятись на поверхню. Взявши частину екіпажу в полон, есмінці потопили підводний човен. Незабаром над конвоєм з'явились 2 німецькі бомбардувальники, які негайно були збиті винищувачами з «Одасіті».
Наступного ранку есмінці супроводу змусили піднятись на поверхню підводний човен U-431. Взявши у полон 44 члени екіпажу, есмінці потопили підводний човен.
19 грудня німці здійснили комбіновану повітряно-підводну атаку на конвой. Торпеда з підводного човна U-574 потопила есмінець «Стенлі». Але зразу ж шлюп «Сторк» протаранив підводний човен U-574. В той же час винищувачі з «Одасіті» збили 2 з 3 німецьких бомбардувальників, які брали участь в атаці.
Увечері 21 грудня «Одасіті» був торпедований підводним човном U-751. Після влучання першої торпеди авіаносець втратив хід. Через 70 хвилин в корабель влучили ще 2 торпеди. Корабель розламався навпіл та затонув. Загинули 73 члени екіпажу.

## Характеристика проекту
За свою коротку історію літаки з «Одасіті» збили 5 та пошкодили 3 німецькі літаки. Його досвід показав, що ідея використання дешевого тихохідного авіаносця, призначеного для захисту конвоїв, повністю себе виправдовує.